# Nephrotoma penumbra
Nephrotoma penumbra är en tvåvingeart som beskrevs av Alexander 1915. Nephrotoma penumbra ingår i släktet Nephrotoma och familjen storharkrankar. Inga underarter finns listade i Catalogue of Life.